# Родна равноправност
Родна равноправност (такође равноправност полова или једнакост полова) је начело социјалне филозофије које по ужој дефиницији подразумева једнакост мушкараца и жена у друштвеном и политичком животу.
Начело родне равноправности и недискриминације по ужој дефиницији је једно од темељних људских права.

## Шира дефиниција по Европској повељи
| „                                                                     | Родна равноправност претпоставља да у једном друштву, заједници или организацији постоје једнаке могућности за жене, мушкарце и особе другачијих родних идентитета да допринесу културном, политичком, економском и социјалном напретку, као и да имају једнаке могућности да уживају све користи и добробити од напретка једне заједнице. | ” |
| — према „ Европској повељи о родној равноправности на локалном нивоу” | |   |